# Viktor Zoller
Pour les articles homonymes, voir Zoller.
Viktor Zoller, né le 22 juin 1912 à Ravensbourg et mort le 28 mai 1947 à Landsberg, était un soldat SS au camp d'Auschwitz, et adjudant du commandant, SS-Obersturmbannführer.

## Biographie
En mai 1933, il devient membre du NSDAP (membre no  3 287 569 et de la SS (membre no  77 379). En 1941, il devient Hauptsturmführer dans la Waffen-SS. Du 22 mars 1940 au 2 mai 1942, il est adjoint du commandant du camp Franz Ziereis au camp de concentration de Mauthausen. Il est impliqué dans le transport de prisonnier au centre de Schloss Hartheim.
D'avril 1942 à octobre 1943, il est membre de la Waffen-SS sur le front de l'Est. Du 22 novembre 1943 au 25 mai 1944, il est adjoint du commandant de camp Arthur Liebehenschel dans le camp principal d'Auschwitz. Selon des témoins, il a été à plusieurs reprises présent lors de sélections à la rampe. Il est nommé commandant d'un sous-camp du camp de concentration de Mauthausen à partir de fin mai 1944 jusqu'au 9 avril 1945.
Après la guerre, il est mis en examen devant un tribunal militaire américain dans le cadre des procès de Dachau lors du procès du camp de Mauthausen et est condamné le 13 mai 1946, à mort par pendaison. La sentence est exécutée le 28 mai 1947 dans la prison de Landsberg.